# Dłużyna Dolna

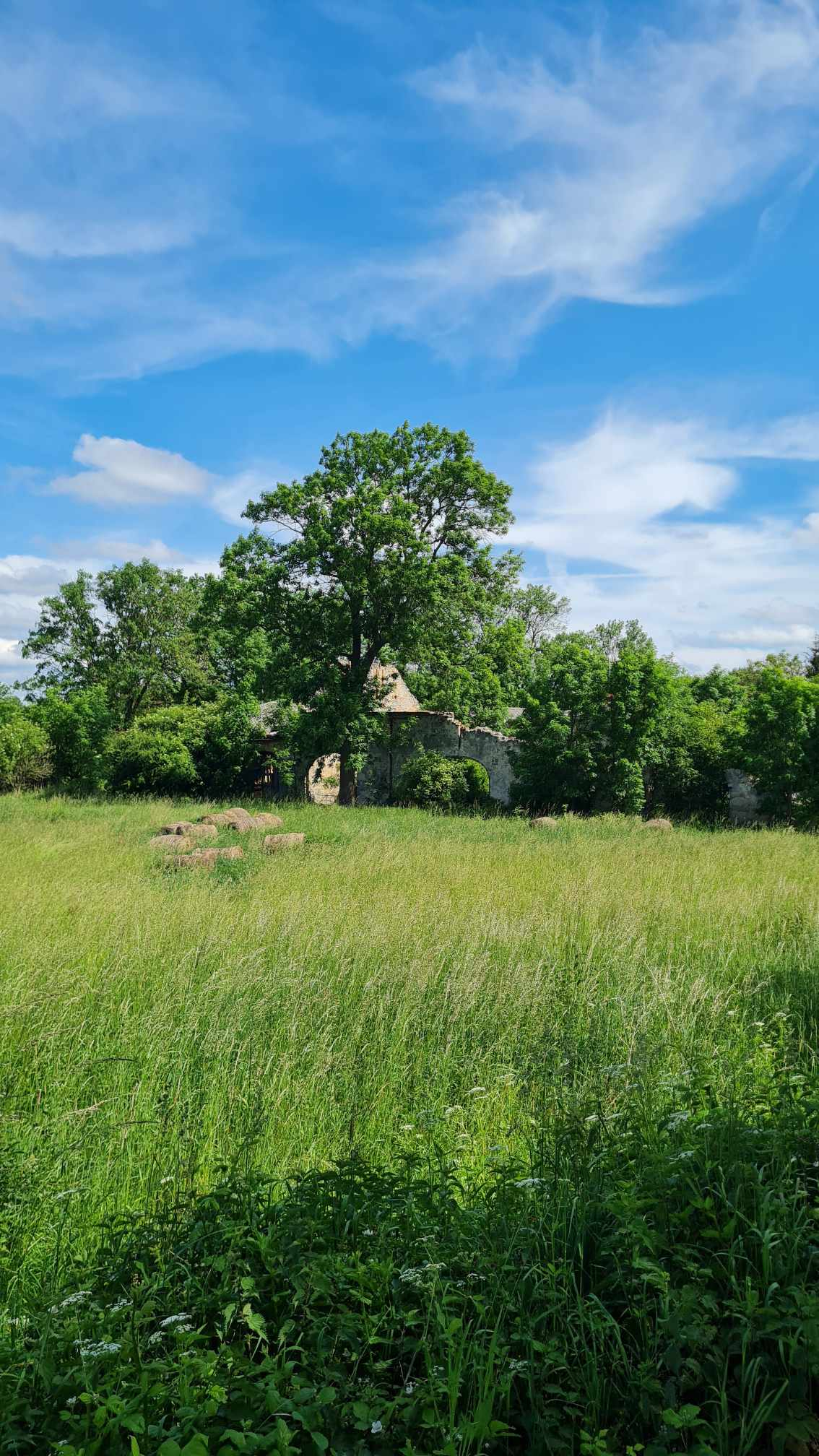
Ruine eines deutschen Bauernhofs

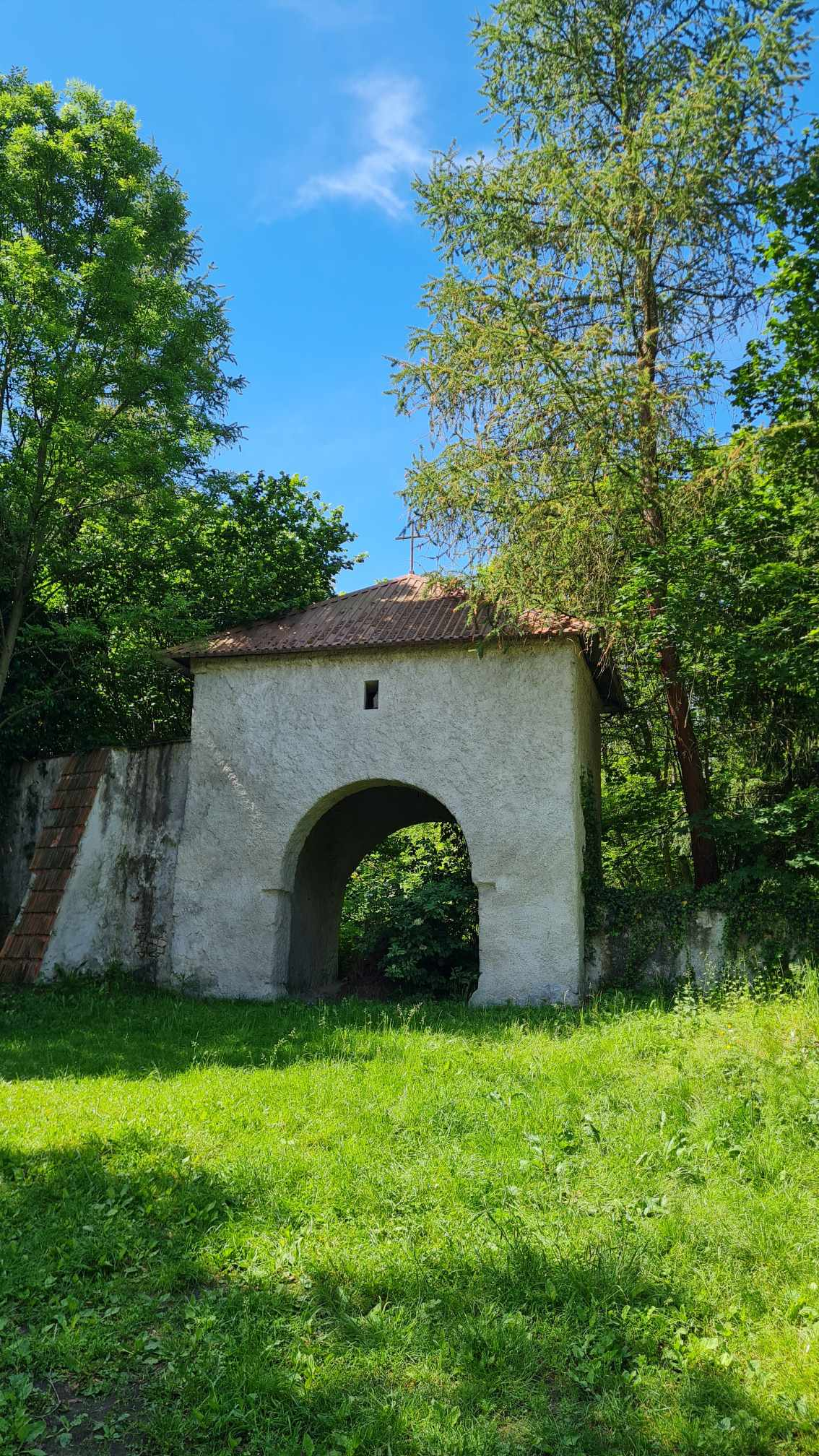
Ruine der evangelischen Kirche

Dłużyna Dolna (deutsch Nieder Langenau, auch Niederlangenau) ist ein Ort in der Stadt- und Landgemeinde Pieńsk, im Powiat Zgorzelecki der Woiwodschaft Niederschlesien in Polen.

## Geschichte
Erst spät in seiner Geschichte wurde das Dorf Langenau in Niederlangenau und Oberlangenau geteilt. Der Historiker Ender veröffentlichte noch 1868 eine entsprechende gemeinsame Dorfchronik. Das deutsche Langenau lag im östlichen Teil der Oberlausitz, obwohl es in der ersten Hälfte des 14. Jahrhunderts und ab 1815 enger mit Niederschlesien verbunden war.
Das Dorf wurde vermutlich in den ersten Jahrzehnten des 13. Jahrhunderts gegründet, infolge der Kolonisation der Oberlausitz durch die Könige von Böhmen. Über viele Jahrhunderte war es eines der größten Waldhäuserdörfer des Stadtrates von Görlitz.
Ursprünglich gehörte Langenau der Familie Penzig aus Penzig. Bereits in der zweiten Hälfte des 13. Jahrhunderts gelangte jedoch Oberlangenau in die Hände einer Adelsfamilie, die sich den Namen von Langenau zulegte. Niederlangenau blieb länger im Besitz der Penzigs, aber auch dieser Teil entglitt ihnen allmählich.
Ab 1319 gehörte das Dorf zusammen mit dem benachbarten Penzig zum Herzogtum Jauer, einem der schlesischen Teilherzogtümer, und fiel noch im 14. Jahrhundert an Böhmen (mit einer Unterbrechung der Herrschaft des Gegenkönigs Matthias Corvinus).
Im Jahr 1382 übertrug die Familie von Penzig acht Bauernhöfe in Niederlangenau ihrem Gläubiger, dem Kanoniker Jan Punzel. Dieser schenkte die genannten Bauernhöfe noch im selben Jahr der Kirche zum Heiligen Kreuz in Penzig. Die Bauern, die diesen kleinen kirchlichen Teil von Niederlangenau bewohnten, wurden bis ins 19. Jahrhundert „Altarmenschen“ genannt. Im Jahr 1491 kaufte sie der Stadtrat von Görlitz zusammen mit dem Herrschaftsgebiet Penzig.
In der zweiten Hälfte des 15. Jahrhunderts verkauften die Penzigs einen weiteren Teil des Unteren Dorfes. Zunächst war Hieronymus Proffen aus Görlitz dessen Besitzer. Schon im Jahr 1452 erwarb es Kaspar von Nostitz, Hauptmann von Görlitz und Bautzen und Herr der Burg Tzschocha und von Rothenburg. Die Familie Nostitz verfügte über diesen Besitz bis zum Jahr 1510, als Hans Frenzel diesen Teil von Niederlangenau erwarb. Im Jahr 1583 gelangte das Erbe der Frenzels in den Besitz des Görlitzer Stadtrats.
Ein weiterer Teil von Niederlangenau, der wahrscheinlich schon Anfang der 1470er Jahre in den Besitz von Christoph von Talkenberg, Schwiegersohn von Nikolaus von Penzig, gelangte, wurde im Jahr 1494 an den Stadtrat von Görlitz abgetreten. Ende des 15. Jahrhunderts gab es im Dorf mindestens drei Mühlen, eine Schenke und acht Fischteiche.
In der Zeit der Zugehörigkeit des Ortes zum Görlitzer Magistrat wuchs Niederlangenau und wurde immer bevölkerungsreicher, aber gleichzeitig auch von verschiedenen Katastrophen heimgesucht. Im Dreißigjährigen Krieg besuchte 1640–1641 der schwedische Oberst Wanke Niederlangenau und forderte von den Dorfbewohnern eine hohe Kontribution. Im Januar 1757, zu Beginn des Siebenjährigen Krieges, erschienen Preußen im Dorf. Am 10. September desselben Jahres zog erneut ein starker preußischer Trupp durch Niederlangenau. An diesem einzigen Tag trieben sie von den Dorfbewohnern 6346 Taler ein.
Die Kriegsereignisse im Jahr 1813 brachten dem Ort vermutlich noch größere materielle Verluste. Bereits am 22. Februar 1813 zeigten sich Kosakenabteilungen im Dorf. Nach der Schlacht bei Bautzen wurde Niederlangenau zunächst von der Kaiserlich Russischen Armee und der Preußischen Armee geplündert, danach von französischen und italienischen Soldaten. Die Dorfbevölkerung musste sich zusammen mit ihrem Vieh in den umliegenden Wäldern verstecken. Es wird geschätzt, dass in den Jahren 1813–1815 etwa 31.000 Soldaten verschiedener Armeen in Niederlangenau stationiert waren.
Im Jahr 1817 werden für das Dorf zwei Schulen, zwei Holzlager, ein Sägewerk und vier Bleichereien erwähnt. Für das Jahr 1845 wurden drei Wassermühlen, je eine Ölmühle, Brauerei und Sägewerk, zwei Ziegeleien, drei Bleichereien, 28 Handwerker und 14 Händler genannt.
Auch bei Kriegsende 1945 wurden erhebliche Schäden angerichtet, da sich der Ort von Februar bis Mai an der Kriegsfront des Zweiten Weltkriegs befand. Die evangelische Kirche ist dabei niedergebrannt.

## Rittergut Nieder Langenau
Im Jahr 1885 befand sich in Nieder Langenau ein bedeutendes Rittergut, das wirtschaftlich in der Region von großer Bedeutung war. Eine Wertschätzungskarte aus diesem Jahr dokumentiert detailliert den Albrechtshof als wichtigen Teil des Gutes. Die historische Karte ist im Sächsischen Staatsarchiv unter der Signatur K 130 einsehbar.

## Die Sage vom Birkberg
In der Nähe von Nieder Langenau, auf der Nordseite des Dorfes, soll ein mit Birken bewachsener Hügel liegen, der als Scheibes Birkberg bekannt ist. Der Sage nach soll dort ein Schatz vergraben sein, und an bestimmten Nächten, wie zum Johannisfest oder zu Weihnachten, soll eine blaue Flamme den Weg weisen. Der Schatz soll von einem großen, schwarzen Hund bewacht werden, der schon viele Wanderer in der Mitternachtsstunde angefallen hat.

## Denkmäler
- Die katholische Kirche Christus der König wurde in den Jahren 1972–1973 erbaut
- Das Haus Nr. 79 am Dorfrand ist aus dem Jahr 1765 und aus Holz gebaut (eingetragen in das Landesdenkmalverzeichnis)
- In der Friedhofsmauer sind noch zahlreiche barocke Grabsteine erhalten

## Bevölkerung
- 1695: 0887 Einwohner
- 1926: 1413  Einwohner
- 1933: 1360  Einwohner[5]
- 1939: 1357 Einwohner[6]
- 1941: 1351 Einwohner

## Amtsvorsteher
- 1874: Kretschamgutsbesitzer Hirche
- 1904: Hillmann[7]
- 1937: Gustav Frenzel[8]
- 1939: Adolf Frenzel[9]

## Wappen
Niederlangenau hatte nie ein eigenes Wappen. Das Thema Ortswappen auf unterster kommunaler Ebene wurde erst sehr spät im preußischen Staat akzeptiert. Ortsteile galten nicht als wappenfähig, nur die Gemeinden konnten einen solchen Antrag stellen. Das Dorf Niederlangenau war jedoch nie eine selbstständige Gemeinde.

## In Niederlangenau geboren
- J.F. Paul Barschel (* 1875), Mitbegründer und Friedensrichter des kanadischen Gorlitz (Kanada)[11].[12]

## Gegenwart
Die Grundschule in Dłużyna Dolna ist nach dem polnischen Autor Jan Brzechwa benannt.